# Jerzy Okulicz-Kozaryn

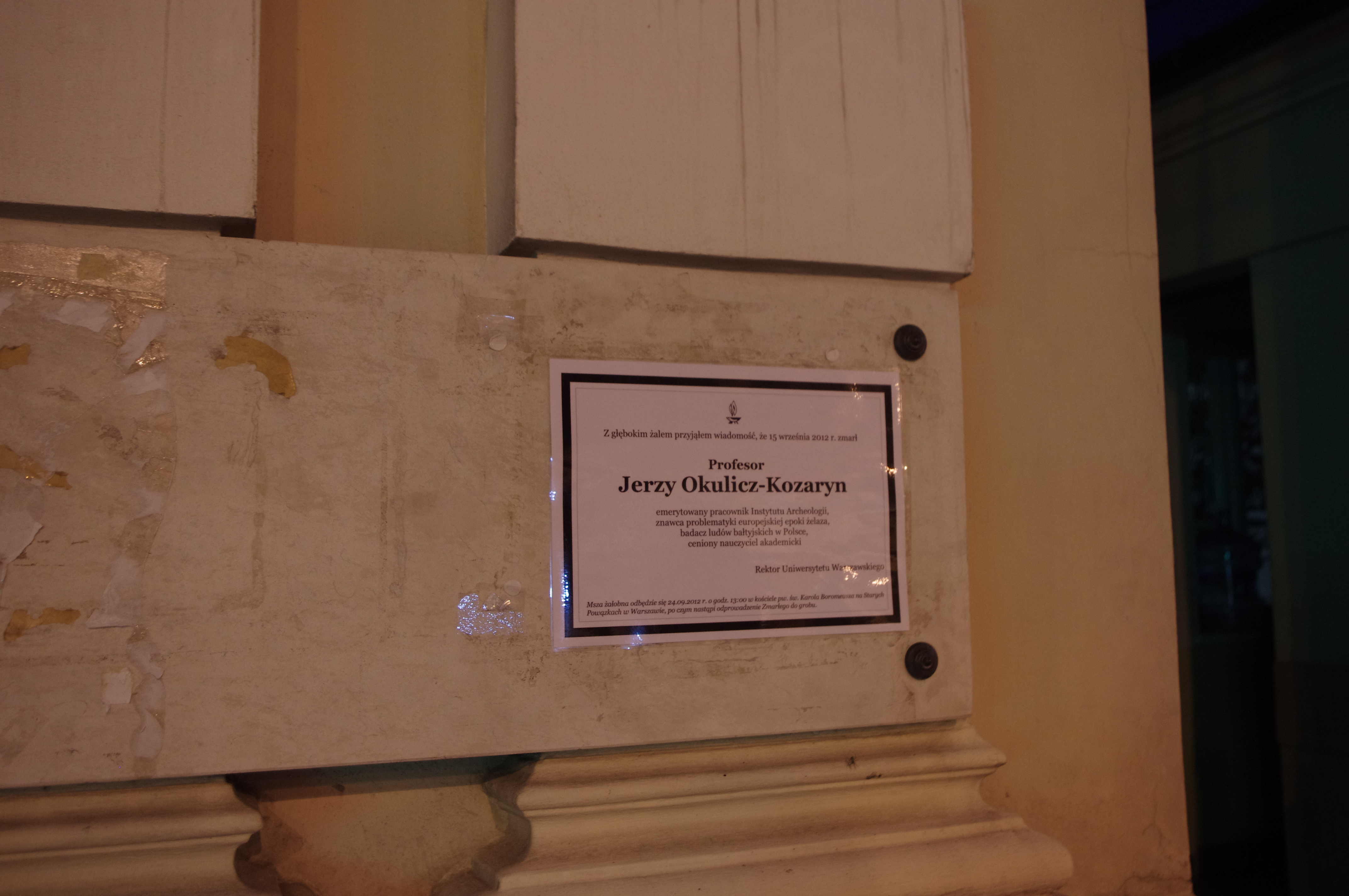
Nekrolog Jerzego Okulicz-Kozaryna na bramie Uniwersytetu Warszawskiego na Krakowskim Przedmieściu w Warszawie

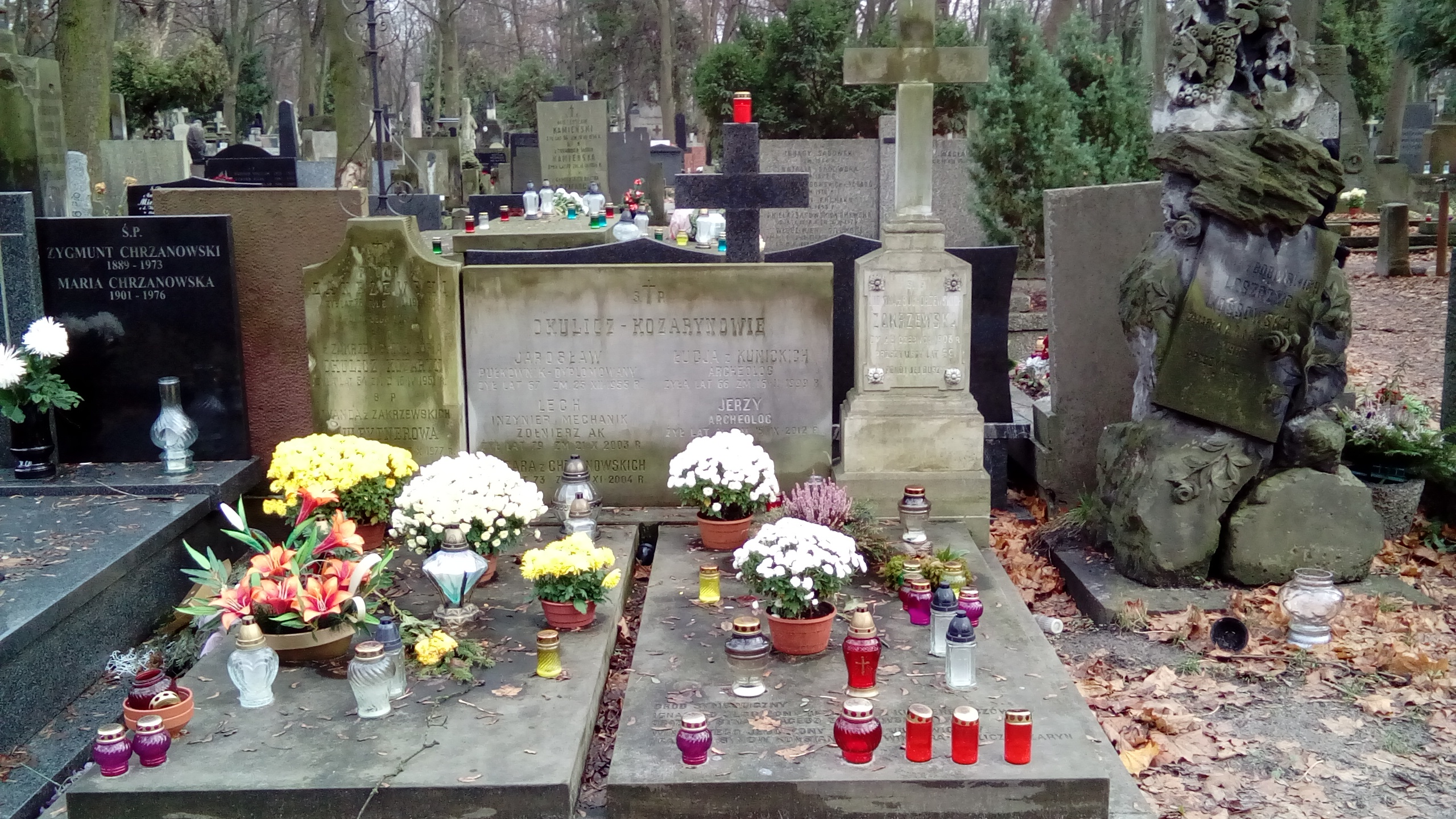
Grobowiec rodziny Okulicz-Kozaryn

Jerzy Antoni Okulicz-Kozaryn (ur. 15 kwietnia 1931 w Kaliszu, zm. 15 września 2012 w Warszawie) – polski archeolog i prehistoryk, profesor Uniwersytetu Warszawskiego.

## Życiorys
Syn pułkownika Jarosława Okulicz-Kozaryna (1888–1955) i Zofii z domu Zakrzewskiej (1896–1951). Jego rodzeństwem byli Lech (1924–2004) i Halina.
Ukończył VI Liceum Ogólnokształcące im. Tadeusza Reytana w Warszawie (1950). Doktoryzował się w 1966, a habilitował w 1971 na podstawie pracy Pradzieje ziem pruskich od późnego paleolitu do VII w. n.e. (wyd. 1973). Profesor Okulicz-Kozaryn był specjalistą od problematyki europejskiej epoki żelaza, przede wszystkim okresu wpływów rzymskich. Jego badania związane były przede wszystkim z archeologią północno-wschodnich ziem Polski oraz ludów bałtyjskich: Prusów i Jaćwięgów. Prowadził m.in. wykopaliska na północnym Mazowszu, na Mazurach i w rejonie Elbląga (cmentarzysko kultury wielbarskiej w Weklicach). W ekspedycjach badawczych towarzyszyła mu wielokrotnie żona Łucja Okulicz-Kozaryn.
Pośmiertnie „za wybitne osiągnięcia w pracy naukowo-badawczej i działalności dydaktycznej, za wkład w rozwój archeologii w Polsce i w Europie” został postanowieniem z 24 września 2013 r. przez prezydenta Bronisława Komorowskiego odznaczony Krzyżem Oficerskim Orderu Odrodzenia Polski.
Został pochowany w grobowcu rodzinnym cmentarzu Powązkowskim w Warszawie.

## Artykuły w czasopismach i pracach zbiorowych
- Cmentarzysko z okresu rzymskiego, odkryte w miejscowości Bogaczewo, na przysiółku Kula, pow. Giżycko („Rocznik Olsztyński”, tom 1:1958)
- Studia nad przemianami kulturowymi i osadniczymi w okresie rzymskim na Pomorzu Wschodnim, Mazowszu i Podlasiu („Archeologia Polski”, tom 15:1970)
- Cmentarzysko z okresów późnolateńskiego i rzymskiego w Dobrzankowie, pow. Przasnysz (Materiały Starożytne i Wczesnośredniowieczne, tom 1:1972)
- Powiązania pobrzeża wschodniego Bałtyku i centrum sambijskiego z Południem w podokresie wczesnorzymskim („Prace Archeologiczne”, zesz. 26, 1976)
- Prowincje kulturowe strefy środkowoeuropejskiej w młodszym okresie przedrzymskim i w okresie wpływów rzymskich (Problemy kultury wielbarskiej, 1981), (wspólnie z Kazimierzem Godłowskim)
- Prahistoria ziem polskich, tom 5, 1981 (współautorstwo w pracy zbiorowej)
- Centrum kulturowe z pierwszych wieków naszej ery u ujścia Wisły („Barbaricum”, tom 2:1992)